# Босненска Крайна
Босненска Крайна (или само Крайна) е област в Северозападна Босна, в по-тесен смисъл – района главно около град Бихач.

## История
От 13 век този район е известен под името Долен край. Първото упомената употреба на термина Босненска Крайна датира от 1594 г.
Този район е известен в австрийската историография от 19 век като Турска Хърватска. След падането на Кралство Босна под османска власт на предната линия на завоевателя изпадат хърватските земи. В продължение на близо три века, хърватите са на топа на османците, които посредством сравнително бързо ислямизираните босненски християни, бивши богомили, наречени патарени, както и на православни власи, успяват да изтласкат хърватското население на запад зад границите на днешна Хърватия и по военната граница.
Предходно по времето на Хърватското кралство и последвалата го хърватско-унгарска уния, Босненска Крайна като свързваща двете части на средновековните хърватски земи е влизала в хърватските граници. Първоначално Босна е заемала само земите по протежението на едноименната река, като на запад средновековните сръбски земи са достигали преко сили до река Върбас, според Константин Порфирогенет.

- Босненска Крайна разделена между Република Сръбска и Федерация Босна и Херцеговина
- Османската политика за Западните Балкани залага през 16 – 17 век и на влиянието на възстановената от Соколлу Мехмед паша Печка патриаршия

## Демография
(1991)
- 43% – сърби
- 40% – бошняци
- 10% – хървати
- 5% – югославяни
- 2% – други (цигани, украинци, унгарци)